# Държавно устройство на Судан
Судан е президентска федерална република.

## Законодателна власт
От 2005 година, Судан има двукамарен парламент, избиран за срок от 6 години. Долната камара „Народното събрание“ се състои от 450 места, които са назначени от правителството, бивши бунтовници, и други опозиционни политически партии. Горната камара се състои от 50 места, като всяка щат вкарва по 2 места.

## Съдебна власт
Съдебната власт се състои от Върховен съд и Специални революционни съдилища.

## Правна система
Правната система е основана на английското обичайно право и ислямското право. През 20 януари 1991 година, в северните щати на Судан се налага ислямското право.